# Кьёрагболтен
Кьёрагболтен (норв. Kjeragbolten) — валун на горе Кьёраг (коммуна Саннес, фюльке Ругаланн, Норвегия). Представляет собой огромный камень объёмом 5 кубических метров, вклинившийся в расщелину и застрявший в ней много тысячелетий назад.

## Описание
Кьёрагболтен находится на отметке 1110 метров над уровнем моря, глубина пропасти под ним — 984 метра. Является популярной туристической достопримечательностью, так как сюда можно добраться без какого-либо альпинистского снаряжения.

Масса Кьёрагболтена оценивается в 10—15 тонн, состоит он из гнейса.

Валун появился в этой расщелине около 50 тысяч лет назад.

Ближайший населённый пункт — деревня Лизеботн (население 13 человек по переписи 2017 года, но каждое лето в ней останавливаются около 300 бейсджамперов); он нависает над другой известной достопримечательностью — фьордом Люсе.
Чтобы попасть на Кьёрагболтен, на него необходимо спуститься с одной из скал, между которыми он застрял (это примерно два метра). Никаких поручней и страховочных сеток не предусмотрено, желающие сделать оригинальный фотоснимок действуют на свой страх и риск. Впрочем, за всё время несчастных случаев здесь не происходило. К валуну всегда стоит очередь, ждать приходится от 20 минут до часа. По правилам безопасности, которые озвучивают гиды, находится на Кьёрагболтене можно только поодиночке, однако нередко на валуне фотографируются пары, отдельные экстремалы спускаются на валун на велосипеде, на мотоцикле, делают на нём акробатические стойки.

## В популярной культуре
- В 2006 году Интернет захлестнуло вирусное видео из серии «Где этот чёртов Мэтт?[англ.]», в котором путешественник Мэтт Хардинг танцевал на этом кажущемся не особо устойчивом камне.
- В 2011 году на экраны вышел индийский кинофильм «Король[англ.]». В нём есть музыкальная сцена, в которой пара танцует в различных безлюдных экстремальных красивых местах, в том числе и на Кьёрагболтене[8].
- Кьёрагболтен изображён на обложке альбома «Вид с вершины мира» (2021) группы Dream Theater[9][10].